# Гуральник, Аркадий Ильич
Аркадий Ильич Гуральник (18 мая 1931 года, Калиновка, Винницкая область — 23 марта 1999 года, Хотьково) — советский российский шашечный композитор. Мастер спорта СССР по шашечной композиции (1968).
Окончил Львовское общевойсковое училище. В 1973 году ушел в запас в звании майор. После службы жил в Московской области: сначала в Загорске, затем в Хотьково. Ученик заслуженного тренера СССР Абрама Иосифовича Виндермана.
Участник чемпионатов СССР по шашечной композиции: 4 место на I чемпионате, 5 место — на 4-м, 9-е — на 5-м. Занял третье место на 19-м Всесоюзном конкурсе 1985 года. Чемпион Москвы 1980 года.